# In This Life
In This Life è il primo singolo estratto dal terzo album della cantante australiana Delta Goodrem, Delta (2007). La canzone è stata scritta dalla Goodrem, Brian McFadden, Stuart Crichton e Tommy Lee James, prodotta da John Shanks e pubblicata il 15 settembre 2007. È usata come terza sigla d'apertura dell'anime Deltora Quest.